# دل‌شاد دروری
دل‌شاد دروری (نام علمی: Mesoxantha) نام یک سرده از زیرخانواده فرچه‌پایان گرمسیری است.